# Fiddlers Three
Fiddlers Three är en pjäs skriven av Agatha Christie 1972. Pjäsen skrevs och framfördes först som Fiddlers Five och turnerade kort 1971 efter premiären i Bristol. Den reviderade versionen turnerade i landsorten i flera veckor efter premiären på Yvonne Arnaud Theatre i Guildford den 1 augusti 1972 men blev ingen succé. Det blev Agatha Christie sista pjäs.
Christie drev på för att pjäsen skulle uppföras, mycket mot sin dotters Rosalind Hicks vilja, som var mån om sin mors rykte och ansåg att denna uppsättning skulle skada den. Den reviderade versionen av pjäsen innehöll flera förslag från regissören Allan Davis som hade sett den tidigare versionen från 1971.
Pjäsen sattes aldrig upp i West End. Den regisserades av Allan Davis med scenografi av Anthony Holland och ljussättning av Michael Saddington.

## Historia
Som så många andra framgångsrika personer drabbades Agatha Christie av höga skatter och taxering. Tanken på att skriva en komedi om dödsbo och testamenten tog form redan 1958 i projektet This Mortal Coil men realiserades aldrig. Först 1971 tog hon upp synopsiset och skrev om den med titeln Fiddlers Five. I ett brev skrev hon:
"Jag har alltid gillat idén och den är nu omarbetad. Jag tycker den är riktigt bra!"
Hon erbjöd den till sin mångårige producent Peter Saunders, som hade satt upp alla hennes pjäser de senaste tjugo åren, men han avböjde då han tyckte den var en besvikelse. Han skrev:
"Jag skulle naturligtvis ha satt upp den enbart för hennes skull, men jag kände att den skulle inte gagna hennes rykte. När den väl sattes upp tror jag att alla höll med om att den inte höll hennes höga klass och så vitt jag vet har ingen försökt sig på den igen."
Men Christies agent Edmund Cork insåg att det fanns många amatörsällskap ute på landsbygden som gärna skulle vilja sätta upp en ny pjäs av deckardrottningen och han skrev kontrakt med den 74-årige teatermannen James Grant Anderson som gav sig ut på en tolv månader lång landsortsturné med pjäsen 1971. Även om Anderson själv inte var någon West End-skådespelare hoppades han att turnén skulle locka någon teaterproducent att sätta upp pjäsen där, inte minst då det stod inskrivet i Andersons kontrakt att han skulle erhålla 1% av intäkterna vid en eventuell uppsättning i West End. Christie hade inte alltid närvarat vid Saunders alla premiärer men hon gjorde stor sak av att göra det vid premiären i Southsea den 7 juni 1971. Recensionerna var blandade men tenderade att dra åt det negativa hållet. Trots det fanns det röster som uppmanade henne att sätta upp den i West End och Christie bestämde sig för att omarbeta manuset, ändra några karaktärer och ge ut pjäsen på nytt under titeln Fiddlers Three. Christies dotter Rosalind Hicks blev förfärad över idén då hon dels tyckte att pjäsen inte var lika bra som moderns tidigare pjäsen, dels då hon ville skona moderns rykte som hon ansåg hotades av hennes höga ålder och dåliga omdöme. Uppmuntrad av Cork fortsatte Christie med arbetet och struntade i dotterns inblandning.
Den 1 augusti 1972 sattes Fiddlers Three upp i Guildford innan den spelades på en turné några veckor för att slutligen läggas ner.

## Handling
Det är av yttersta vikt att en affärsman som Jonathan Panhacker förblir vid liv till onsdagen den 18:e, eftersom han har en ekonomisk överenskommelse med sin son Henry om att ärva hundra tusen pund. När han oväntat dör konspirerar de tre violinisterna för att se till att han förblir "vid liv" i några dagar till. Situationen för dem kompliceras dock när de upptäcker att mannen inte dött av naturliga orsaker, utan är offer för ett mord.

## Scener
Akt I
- Ett kontor i London

Akt II
- Ett hotel i Bognor Regis